# Meu SUS Digital
Meu SUS Digital é um programa desenvolvido pelo Governo Federal do Brasil que prevê a informatização e integração dos dados de saúde dos cidadãos entre estabelecimentos de saúde (públicos e privados) e os órgãos de gestão em saúde dos entes federativos. Foi instituído pela Portaria nº 1.434 do Ministério da Saúde, de 28 de maio de 2020, e é coordenado pelo DATASUS.
Um dos objetivos do programa é que através do aplicativo móvel ou pela web, cidadãos consigam visualizar seu histórico clínico, como vacinas aplicadas, exames laboratoriais, internações, medicamentos dispensados, entre outras informações de serviços oferecidos pelo SUS. No caso da carteira e do certificado de imunização para a COVID-19, estes poderão ser impressos ou salvos em PDF, caso necessite apresentar em algum momento. A plataforma deverá estar disponível em três modalidades, Cidadão, Profissional e Gestor.
Em janeiro de 2024, o Conecte SUS passou a ser chamado de Meu SUS Digital.

## Rede Nacional de Dados em Saúde
A Rede Nacional de Dados em Saúde (RNDS) é uma plataforma nacional que permite a interoperabilidade de dados em saúde. Foi também instituída pela Portaria nº 1.434, e é um projeto parte do Conecte SUS, desenvolvido pelo DATASUS em conjunto com a Secretaria Executiva do Ministério da Saúde. Ela pretende constituir um "Prontuário Único de Saúde" por meio da troca de informações entre os pontos da Rede de Atenção à Saúde, incluindo os setores público e privado.

## Meu SUS Digital
Em 2023, o programa Meu SUS Digital expandiu suas funcionalidades com a integração de novas tecnologias, como inteligência artificial e análises preditivas, para apoiar a tomada de decisão em saúde pública. Essa evolução permitiu a identificação precoce de surtos de doenças, otimização de recursos e personalização de atendimentos médicos. Além disso, foi iniciada a implementação de um módulo de telemedicina integrado à plataforma, facilitando o acesso a consultas virtuais e reduzindo as desigualdades regionais no atendimento à saúde. Essas inovações reforçam o compromisso do programa em modernizar a gestão da saúde no Brasil e melhorar a experiência dos usuários.
Em 2024, o programa também passou a oferecer suporte em tempo real por meio de um canal digital, permitindo que os cidadãos tirem dúvidas sobre o funcionamento da plataforma e acessem orientações sobre serviços de saúde de forma mais ágil e eficiente.
O Meu SUS Digital, anteriormente Conecte SUS Cidadão e Meu digiSUS, é um aplicativo lançado pelo Ministério da Saúde que permite acesso à caderneta de vacinas, atendimentos realizados e oferta de medicamentos do SUS.

## Conecte SUS Profissional
O Conecte SUS Profissional é uma interface destinada ao profissional de saúde para ter acesso ao histórico clínico do cidadão, composto pelas informações existentes na RNDS. Para acessar o Conecte-SUS Profissional, será necessário conectar-se à versão mais atualizada do Prontuário Eletrônico do Cidadão, o e-SUS da Atenção Primária à Saúde (APS), e validar os dados pelo acesso único do Governo Federal. O primeiro acesso será validado por meio da base de dados do Conselho Federal de Medicina. O sistema leva em consideração todos os critérios de segurança da informação e obedece rigorosamente às regras da Lei Geral de Proteção de Dados Pessoais.[carece de fontes?]